# Ogrody (album)
Ogrody – piąty album studyjny w dyskografii zespołu Ira. Na początku 1995 roku grupa nawiązała współpracę z wytwórnią Zic Zac, podpisując z nią ostatecznie 5-letni kontrakt. Dzięki temu zespół miał dużą swobodę w nagrywaniu. Płyta ukazała się na rynku 28 września. Patronat mediowy, podobnie jak i przy poprzedniej płycie, objęło radio RMF FM. Naczelnym kompozytorem ponownie został gitarzysta Piotr Łukaszewski. Dwa utwory skomponował Kuba Płucisz, jeden natomiast basista grupy Piotr Sujka. Teksty w większości napisał wokalista grupy, Artur Gadowski.

## Nagrywanie
Sesja nagraniowa trwała od 12 czerwca do 30 lipca 1995 roku w warszawskim studiu S-4. Produkcję oraz realizację utworów ponownie powierzono Leszkowi Kamińskiemu. Masteringiem krążka zajęła się Julita Emanuiłow. Na płytę wybrano ostatecznie 11 premierowych utworów, z czego osiem jest autorstwa gitarzysty Piotra Łukaszewskiego, który ponownie przejął główny ster kompozytorski w zespole. Nagrywanie tej płyty było dość trudnym momentem w życiu grupy. Po dość chłodnym przyjęciu poprzedniego krążka, zespół postanowił powrócić do sprawdzonych rozwiązań brzmieniowych z przebojowej płyty Mój dom z 1991 roku, która była największym sukcesem w karierze grupy. Grupa złagodziła brzmienie, użyła do tego nawet specjalnie starych instrumentów. Utwory znów zostały utrzymane w melodyjnej rockowej oprawie. Na płycie gościnnie wystąpiło dwóch muzyków sesyjnych, którzy zagrali na instrumentach perkusyjnych oraz klawiszowych. Podczas sesji, wokalista grupy Artur Gadowski wykonał także utwór Piosenka, który swego czasu był lokalnym przebojem jego grupy Landrynki dla dziewczynki. Jednak muzycy grupy nie zgodzili się go nagrać, gdyż uważali że stylistycznie nie pasuje on do reszty kompozycji zawartych na krążku. Sesja zakończyła się 30 lipca.

## Brzmienie
Album Ogrody przynosi kolejną zmianę w porównaniu do poprzedniego krążka grupy. Zespół postanowił powrócić do swych sprawdzonych rozwiązań z okresu największej popularności, czyli wydania albumu Mój dom. Utwory zostały nagrane i utrzymane w melodyjnej rockowej oprawie. Do tego celu grupa użyła starych gitar, wzmacniaczy, oraz efektów. Nie ma żadnych urządzeń cyfrowych. Powróciły także klasyczne rockowe ballady (Jestem obcy, Ogród), od których na albumie Znamię zespół postanowił nieco odejść. Album wypełniają także mocne melodyjne rockowe utwory (Którędy do raju, Nie usłyszy nikt). Gościnnie na instrumentach klawiszowych (Pozytywny) zagrał Sławomir Piwowar, oraz na instrumentach perkusyjnych Leszek „Lech” Grochala. Brzmienie grupy skierowało się w stronę Jimiego Hendrixa.

## Przyjęcie albumu, trasa koncertowa
Wydanie płyty poprzedził singel z utworami Światło we mgle oraz Jeden. Premiera krążka nastąpiła 28 września 1995 roku. Album ukazał się nakładem firmy Zic Zac. Koncert promujący najnowsze wydawnictwo odbył się w warszawskim klubie „Tango”.
Jeszcze przed ukazaniem się płyty, w lipcu zespół gra na I edycji Przystanku Woodstock. Mimo miesięcznej trasy koncertowej, jaką zespół odbył na przełomie września i października, krążek nie potrafi przekonać do siebie fanów zespołu. Nie potrafi on tak skutecznie porwać tłumu jak Mój dom czy 1993 rok. Zespół wystąpił jeszcze w roli gwiazdy na „Marlboro Rock-in'95”. Grupa zaczyna coraz mniej koncertować. poza dwoma utworami Światło we mgle oraz Jestem obcy krążek przechodzi bez większego echa. Grupa koncertuje tylko do końca 1995 roku. Od stycznia do września 1996 zespół nie gra żadnego koncertu. W wyniku fiasku związanego z płytą, oraz nieporozumień, grupę opuszcza założyciel oraz manager Kuba Płucisz. Zespół parę tygodni później zawiesza swoją działalność.
Kuba Płucisz o płycie „Ogrody”:

"Nie jest to powrót do tego co z początku robiliśmy, ale na pewno wróciliśmy do naszych sprawdzonych rozwiązań. Płyta jest bardziej melodyjna niż poprzednia. Bardziej jak Mój Dom chociaż – prawdę mówiąc na płycie Znamię są kompozycje, które mają charakterystyczną dla nas melodykę i tylko kilka jest eksperymentalnych... Jest łagodniejsza, ale też zaznaczają się pewne trendy światowego rocka. Są tu tylko dwie moje piosenki – większość nadal komponuje Piotr, bo jest szybkim kompozytorem, bardzo sprawnym

."
Piotr Łukaszewski o płycie „Ogrody”:

„Gdyby opisać tę płytę... Jak dla mnie jest to wypadkowa, tych które były wcześniej. Ma w sobie żar i spontaniczność płyty Mój dom, bardzo dobrą produkcję i zaangażowanie płyty Znamię, tę swobodę 1993 i Live. Jest to po prostu jedenaście dobrych piosenek. I bardzo dużo nowych brzmień gitar – nowych w cudzysłowie. Jest to coś na co miałem ochotę od dawna: stare gitary, stare wzmacniacze, efekty sprzed kilkunastu lat, żadnych urządzeń cyfrowych. Te stare rzeczy teraz odkrywam jakby od nowa.

.”
Artur Gadowski o płycie Ogrody:

"Album "Ogrody" uważam za marny, szczególnie od strony słownej. Właśnie na etapie tej płyty zrozumiałem że powinienem dać sobie spokój z układaniem tekstów

."
Wojciech Owczarek o płycie Ogrody:

„Z perspektywy czasu najniżej oceniam naszą ostatnią płytę przed zawieszeniem działalności, czyli Ogrody. Wydaje mi się, że za krótko pracowaliśmy nad tym albumem i nie mieliśmy do niego dystansu. Ogrody podobały mi się tylko na etapie powstawania.

.”

## Twórcy
Ira
- Artur Gadowski – śpiew, chór
- Wojtek Owczarek – perkusja
- Piotr Sujka – gitara basowa, chór
- Kuba Płucisz – gitara rytmiczna
- Piotr Łukaszewski – gitara prowadząca

'Muzycy sesyjni
- Sławomir Piwowar – instrumenty klawiszowe
- Lech „Groszek” Grochala – instrumenty perkusyjne

Produkcja
- Nagrywany oraz miksowany: Studio S-4 w Warszawie w dn. 12 czerwca – 30 lipca 1995 roku
- Producent muzyczny: Leszek Kamiński
- Realizator nagrań: Leszek Kamiński
- Kierownik Produkcji: Elżbieta Pobiedzińska
- Mastering: Classicord – Julita Emanuiłow oraz Leszek Kamiński
- Aranżacja: Piotr Łukaszewski
- Projekt graficzny okładki: Katarzyna Mrożewska
- Opracowanie i montaż zdjęć: Piotr Szczerski ze studia Machina
- Zdjęcia wykonała: Beata Wielgosz
- Sponsor zespołu: Mustang Poland

## Lista utworów
1. „Światło we mgle” (P. Łukaszewski – A. Gadowski) – 3:24
2. „Mam przyjaciół” (P. Łukaszewski – A. Gadowski) – 4:13
3. „Którędy do raju” (P. Łukaszewski – A. Gadowski) – 5:00
4. „Telewidz” (P. Sujka – A. Gadowski) – 3:21
5. „Nie tracę wiary” (K. Płucisz – K. Płucisz) – 2:57
6. „Niespokojna dusza” (P. Łukaszewski – A. Gadowski) – 3:58
7. „Jestem obcy” (P. Łukaszewski – A. Gadowski) – 5:00
8. „Jeden” (K. Płucisz – K. Płucisz) – 3:26
9. „Pozytywny” (P. Łukaszewski – P. Łukaszewski) – 4:36
10. „Nie usłyszy nikt” (P. Łukaszewski – A. Gadowski) – 4:07
11. „Ogród” (P. Łukaszewski – A. Gadowski) – 5:14

- (W nawiasach wymienieni są twórcy utworów)

## Wydania albumu

### Płyta kompaktowa
| Kraj wydania | Wydawca | Rok wydania | Numer katalogowy | Opis albumu                                                                  |
| ------------ | ------- | ----------- | ---------------- | ---------------------------------------------------------------------------- |
| Polska       | Zic Zac | 1995        | ZIC 0042         | Oryginalne wydanie albumu, wydane 28 września 1995 roku, przez firmę Zic-Zac |

## Sprzęt
Kuba Płucisz:
Gitary:
- Fender Custom Shop „Set Neck Strat”
- Gibson „Les Paul Standard”
- Yamaha „Pacifica 904”

Wzmacniacz:
- Orange „Overdrive 120” Head

Kolumna:
- Orange Cab

Efekty:
- Zoom Effects
- Rat „Distortion”

Struny:
- D’Addario XL 125

Piotr Łukaszewski:
Gitary:
- Fender Custom Shop „Stratocaster 54”
- Fender „American Standard Telecaster 60”
- Fender „Stratocaster 81”
- Gibson „Les Paul Standard”-classic

Wzmacniacz:
- Fender Custom Shop „Tone Master” Head
- Mesa/Boogie „Dual Rectifier Solo Head”

Kolumna:
- Fender Custom Shop „Tone Master” CAB
- Mesa/Boogie „Recto Cab”

Efekty:
- Jim Dunlop „Rotovibe”
- Jim Dunlop „Cry-baby 535” Wah-Wah
- MXR „Phase 90”
- Digitech „Whammy Pedal II”
- Ibanez „Turbo Screamer”
- Whirlwind „Selector”
- Rat „Distortion”
- Zoom „Digital Effects”
- Fender „Turbo Reverb 63”
- Seymour Duncan Pick-up’s

Struny:
- D’Addario XL 125
- Ernie Ball

Piotr Sujka:
Gitary basowe:
- Chandler/Fender Precision Bass
- Music Man „Stingray 5” Bass

Wzmacniacz:
- Mesa/Boogie „400+” Bass Head

Kolumna:
- Mesa/Boogie „Powe House 1000”

Efekty:
- DOD „Meat Box” i DOD „Grunde Bass”
- T.C.-Electronics „Chorus/Flanger”

Struny:
- D’Addario
- Ernie Ball

Wojtek Owczarek:
perkusja oraz instrumenty perkusyjne:
- Yamaha „Rock Tour Custom” Drums
- Yamaha „Maple Custom” Drums
- Remo Drums Head
- Zildjian Cymbals